# Elkhart and Western Railroad (2001)
Die Elkhart and Western Railroad (AAR-reporting mark: EWR) ist eine Class-3-Bahngesellschaft (local railroad) des Pioneer-Railcorp-Konzerns, die Schienengüterverkehr auf drei insgesamt rund 65 km langen Bahnstrecken im US-Bundesstaat Indiana erbringt. Zwei Strecken sind Eigentum der EWR, während für die Argos Branch Nutzungsrechte mit einem anderen Infrastrukturbetreiber vereinbart wurden. Die EWR verwendet neben dem registrierten Namen auch die Bezeichnung Elkhart and Western Railway.

## Geschichte
Anfang 1999 erwarb die Holdinggesellschaft Pioneer Railcorp die Michigan Southern Railroad, die zwei im Güterverkehr genutzte Bahnstrecken betrieb: Eine etwa 33 km lange Nebenbahn nach Sturgis im Südwesten von Michigan sowie rund 10 km Strecke in und um Elkhart im Norden von Indiana. Zum 1. Mai 2001 wurde die Infrastruktur in Elkhart auf ein neu gegründetes Tochterunternehmen der Pioneer Railcorp übertragen. Dessen Firmenname wurde in Anlehnung an die von 1888 bis in die 1940er-Jahre bestehende Elkhart & Western Railroad, die die Bahnstrecke in Elkhart Ende des 19. Jahrhunderts errichten ließ, wiederum Elkhart and Western Railroad (EWR). Firmensitz ist Peoria, das zugleich Sitz der Muttergesellschaft ist.
Anfang 2010 vereinbarten die EWR und die Norfolk Southern Railway (NS), den 37 km langen östlichen Abschnitt der Michigan City Branch der Norfolk Southern an die EWR zu vermieten. Die EWR übernahm daraufhin im März 2010 die Infrastruktur und den darauf abgewickelten regionalen Güterverkehr zwischen dem etwa 30 km südlich von South Bend gelegenen Walkerton und Argos. Der Mietvertrag wurde seither mehrfach verlängert; zuletzt am 27. Januar 2020 bis zum 31. Juli 2029. Zu Beginn des Jahres 2011 konnte die EWR ferner Trackage Rights mit der Fulton County LLC (FC) aushandeln, die ihr seit 24. Februar 2011 die Nutzung der 18,8 km langen FC-Bahnstrecke von Argos bis Rochester ermöglichen. Ebenso wie der direkt nördlich davon anschließende, von der NS gemietete Abschnitt handelt es sich dabei um einen Teil einer durch Vorgänger der Lake Erie and Western Railroad (LEW) errichteten, ab 1887 durch die LEW und ab 1922 durch die New York, Chicago and St. Louis Railroad (Nickel Plate Road) betriebenen Verbindung zwischen Indianapolis und Michigan City. Der Nickel Plate-Nachfolger Norfolk and Western Railway hatte den südlich von Argos gelegenen Teil im August 1989 an andere Betreiber abgegeben; davon war der Abschnitt von Rochester südwärts bis Kokomo in den 1990er-Jahren stillgelegt worden. Zum 15. März 2023 endete der Betrieb der EWR zwischen Argos und Rochester; seit April 2023 ist dort stattdessen die Rochester and Erie Railway tätig.
Mit der CSX Transportation vereinbarte die EWR Ende 2017 den Kauf der 15,4 km langen CSX-Bahnstrecke zwischen Monon und Monticello im White County. CSX hatte zuvor 2014 beantragt, die Infrastruktur – ursprünglich Teil des Netzes der Monon Railroad – dauerhaft stillzulegen, die Genehmigung der Aufsichtsbehörde Surface Transportation Board jedoch nicht erhalten. Seit 10. März 2017 war die Strecke aufgrund von Oberbaumängeln außer Betrieb. Die EWR übernahm die Strecke Anfang 2018 und führt dort nach Instandsetzungsarbeiten wieder Güterverkehr durch.

## Infrastruktur
Die von der ERW genutzte Infrastruktur umfasst drei nicht über eigene Strecken miteinander verbundene Teile:
- die Elkhart Branch beginnt in Elkhart am östlichen Ende des Rangierbahnhofs Elkhart Yard der Norfolk Southern Railway (NS), quert den nördlich davon gelegenen St. Joseph River und führt dann Richtung Westen bis in den nordöstlichen Teil von Mishawaka. Die gesamte Streckenlänge beträgt etwa 10 km.

- der als Argos Branch bezeichnete EWR-Betriebsteil beginnt in Walkerton als Fortsetzung des Streckenabschnitts Michigan City–Walkerton der Norfolk Southern, der jedoch auf den ersten Kilometern nördlich von Walkerton außer Betrieb ist. In Walkerton wird die Ost-West-Verbindung Pittsburgh–Chicago der CSX höhengleich gequert, allerdings ohne Weichen. Der von der NS an die EWR vermietete Teil der Argos Branch führt von Walkerton 37 km Richtung Südosten über Plymouth, wo die Strecke der Chicago, Fort Wayne and Eastern Railroad (CFE) gekreuzt wird, nach Argos. Dort kreuzt die NS-Strecke von Chicago nach Fort Wayne und es schließt der von 2011 bis 2023 über Streckennutzungsrechte von der EWR befahrene, 18,8 km lange Teil der Argos Branch nach Rochester an. Dieser endet im Süden von Rochester und umfasst im Ortsgebiet ferner einen wenige hundert Meter langen Abschnitt der in dieser Region ansonsten abgebauten früheren Erie Lackawanna-Hauptstrecke nach Chicago.

- die 15,4 km lange Strecke Monon–Monticello wird von der EWR als Monon Branch bezeichnet. Sie ist in Monon mit dem Streckennetz der CSX verbunden und führt von dort Richtung Südwesten. In Monticello endet sie im Norden der Stadt; zu der im Ortszentrum verlaufenden Ost-West-Verbindung der Toledo, Peoria and Western Railway besteht daher keine Verknüpfung.

## Verkehr

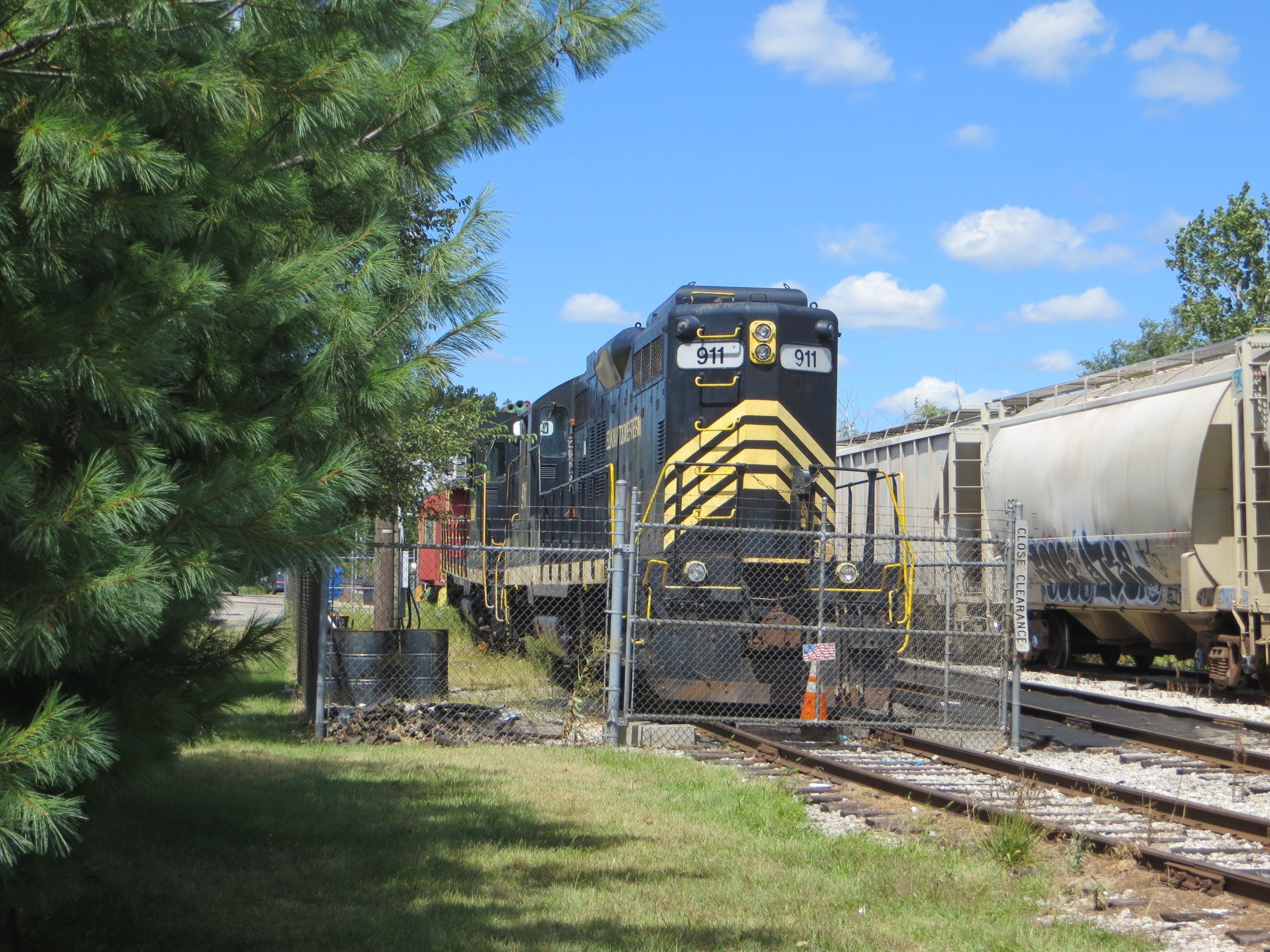
EMD GP9-Diesellokomotive der EWR in Elkhart; 2015

Die EWR erbringt ausschließlich Schienengüterverkehr.
Auf der Elkhart Branch wird vor allem Baumaterial zu verschiedenen Anschlussgleisen transportiert. Im Jahr 2000, ein Jahr vor der Ausgründung in die EWR, wurden hier 700 Güterwagen befördert, die hauptsächlich Zement, Schnittholz und Sperrholz geladen hatten. Wagentausch (Interchange) erfolgt mit der NS in Elkhart.
Über den nördlichen Teil der Argos Branch werden Industriebetriebe in Plymouth und Walkerton beliefert. Südlich von Argos beförderte die EWR zwischen 2011 und 2023 vor allem Getreide, Düngemittel und Metallschrott. Wagentausch erfolgt mit der NS in Argos und der CFE in Plymouth. In Walkerton wird die CSX-Strecke lediglich gekreuzt; es besteht jedoch keine Möglichkeit zum Wechsel zwischen den Strecken.
An der Monon Branch gibt es nur einen Kunden, ein landwirtschaftliches Lagerhaus in Monticello. Der Wagentausch erfolgt mit CSX in Monon.

## Fahrzeuge
Die EWR nutzt Diesellokomotiven aus dem Bestand ihrer Muttergesellschaft Pioneer Railcorp. 2020 waren in Elkhart zwei EMD GP9, in Argos zwei EMD GP16 und in Monon eine GP16 stationiert.